# Omocerina
Omocerina is een geslacht van vlinders van de familie tandvlinders (Notodontidae), uit de onderfamilie Notodontinae.

## Soorten
- O. orientalis (Kiriakoff, 1954)
- O. viettei Kiriakoff, 1970